# Bildzauber
Als Bildzauber (lateinisch Invultuatio) bezeichnet man eine alte, schon von indischen, chaldäischen, griechischen und römischen Magiern geübte Zauberei mit Hilfe eines Abbildes, welches man malte oder aus Ton, Wachs oder Metall formte, um aus der Ferne auf die abgebildete Person einzuwirken. In manchen Fällen wird das Abbild durch Prozeduren dazu vorbereitet.

## Grundlage
Es handelt sich um eine weltweit verbreitete Form von magischem Denken, die auf der Vorstellung beruht, dass das Bild einen wirklichen Teil der Person darstelle. Wegen dieser Vorstellung hatten Ethnologen bei ihrer Feldforschung oft große Schwierigkeiten, wenn sie Personen fotografieren wollten, weil diese glaubten, ein Teil ihrer Persönlichkeit würde dadurch gestohlen (siehe Ethnographische Fotografie).
Dass vergleichbare Vorstellungen auch bei westlichen Gebildeten vorkommen können, zeigt eine Mitteilung des Germanisten Friedrich Thiel (1938) über den Historiker Eduard Meyer, dem es sehr unangenehm war, sein von Lovis Corinth gemaltes Porträt in der Hamburger Kunsthalle öffentlich ausgestellt zu wissen.

## Anwendungen
Je nachdem, ob man ein solches Bild peinigte, es mit Nadeln stach, köpfte, ersäufte oder bei langsamem Feuer schmolz, glaubte man die betreffende Person zu peinigen, ihr (durch einen Stich in die Leber) Liebe einzuflößen, sie durch einen Schuss zu verletzen (siehe Hexenschuss), sie zu töten oder einem langsamen Siechtum zu überliefern (→ Schwarze Magie des Voodoo).
Zum Liebeszauber fertigte man auch Bilder der beiden zu verbindenden Personen und manipulierte sie entsprechend.
In der Meleagersage ist dieses Motiv dichterisch verwertet worden; antike Dichter erwähnen den Bildzauber häufig in erotischem Zusammenhang. Im Mittelalter und in den Hexenprozessen spielte das deutsch Atzmann, französisch vols oder vouts (lat. vultus) genannte Zauberbild eine große Rolle, und die Päpste erließen zahlreiche Bullen gegen seinen Gebrauch.
Später wurde die Anklage, mittels Wachsbildern dem König nach dem Leben zu trachen (envonter), am französischen Hof der Gegenstand zahlreicher politischer Prozesse, die fast ohne Unterbrechung von der Regierung Karls IX. bis zu der Ludwigs XIII. dauerten und verschiedene missliebige Staatsmänner, namentlich den Minister Concini, das Leben kosteten.
Nach der Ansicht des Mittelalters gehörten aber noch Teile der so genannten Mumie des lebenden Menschen, nämlich Haar, Haut oder Nägelabschnitzel desselben, die dem Bild eingefügt wurden, oder eine kirchliche Taufe auf den Namen desselben dazu, um sein Schicksal mit dem des Bildes unauflöslich zu vereinigen.
In demselben Sinn glaubte man auch, durch den Schatten oder durch Ausschneiden und Räuchern seiner Fußspur im Boden dem betreffenden Menschen schaden zu können. Man hütete sich deshalb sehr, irgend welche Abfallstoffe des Körpers in die Macht fremder Menschen geraten zu lassen, und die mittelalterlichen Schriften sind voll von Mitteln zur Abwendung des Bildzaubers.

## Sich-Versehen (Versehzauber)
Unter dem Sich-Versehen verstand man ebenso lange, wie der Bildzauber als wirkmächtig angesehen wurde, ein sozusagen dazu inverses Phänomen: Man meinte, ein Seheindruck (Bild) könne physisch im Menschen etwas bewirken – im Besonderen in Schwangeren Einfluss auf die Leibesfrucht nehmen, und zwar meist negativ. Der Anblick eines Buckligen könne also das Kind bucklig machen, eine Feuersbrunst ein Feuermal hervorrufen u. dgl.- Seltener und schon metaphorisch taucht die positive Wirkung auf, wonach etwa eine Bedienstete sich an ihrem Herrn versieht, so dass ihr Sohn dann ebenso jagdlustig wie dieser wird.

## Belege
1. ↑  http://www.jstor.org/pss/400965